# Хрватска академија знаности и умјетности
Хрватска академија знаности и умјетности (ХАЗУ; лат. Academia Scientiarum et Artium Croatica), кроз историју познатија као Југославенска академија знаности и умјетности (ЈАЗУ), национална је академија Хрватске.

## Историја
Основана је у Загребу 1867. године под именом „Југославенска академија знаности и умјетности“. У сврху оснивања Академије, бискуп и добротвор Јосип Јурај Штросмајер, основао је задужбину, чија средства је 1860. године дао тадашњем хрватском бану Јосипу Шокчевићу.
Након неколико година вијећања Хрватског сабора и цара Франца Јозефа, 1866, коначно је донесен закон о Академији. Службени покровитељ Академије је био Јосип Јурај Штросмајер, док је први предсједник био угледни хрватски историчар Фрањо Рачки. Њено стварање је представљало логични наставак деловања Универзитета у Загребу, установе првобитно створене године 1669. и обновљене 1874. године.
Академија је под називом „Југославенска“ дјеловала све до 1941. године када је у доба Независне Државе Хрватске промијенила име у „Хрватска академија знаности и умјетности“. Након завршетка Другог светског рата, име „Југославенска“ је враћено и задржано све до 1991. године, када је уведен садашњи назив, који је идентичан ономе из доба Независне Државе Хрватске.

## Главни задаци
Главни задаци Академије утврђени су у чланку 3. Закона о ХАЗУ:
- Академија подстиче и организује научни рад и залаже се за примјену постигнутих резултата, развија умјетничку и културну дјелатност и брине о хрватској културној баштини и њеној афирмацији у свијету;
- објављује резултате научних истраживања и умјетничког стваралаштва;
- даје приједлоге и мишљења за унапрјеђивање науке и умјетности на подручјима која су од посебне важности за Републику Хрватску.

## Чланови
Чланови Академије су почасни, редовни и дописни, те чланови сарадници. Академија је започела 1866. године са 16 редовних чланова, док их је данас 160. Редовни чланови имају право на звање академика и они су у сталном радном саставу Академије.
За редовног члана може бити изабран научник или умјетник, држављанин Републике Хрватске, чији су резултати и домети на пољу науке односно умјетности по својој високој вриједности општепризнати. За почасног члана може бити изабрана особа посебно заслужна за развој и напредак науке и умјетности. За дописне чланове бирају се по правилу истакнути научници и умјетници из иностранства који у неком облику сарађују са Хрватском академијом знаности и умјетности. Међу њима су многи добитници највећих награда у науци и умјетности. Дописних чланова може бити до 160. За члана сарадника бирају се по правилу млађи научници или умјетници из Републике Хрватске, а може их бити највише 100.

### Предсједници
- Фрањо Рачки (1866—1886)
- Павао Мухић (1887—1890)
- Јосип Торбар (1890—1900)
- Тадија Смичиклас (190—1914)
- Томислав Маретић (1915—1918)
- Владимир Мажуранић (1918—1921)
- Густав Јаначек (1921—1924)
- Гавро Манојловић (1924—1933)
- Алберт Базала (1933—1941)
- Томо Матић (1942—1946)
- Андрија Штампар (1947—1958)
- Грга Новак (1958—1978)
- Јаков Сиротковић (1978—1991)
- Иван Супек (1991—1997)
- Иво Падован (1997—2003)
- Милан Могуш (од 2003)